# Saint-Julien-de-Lampon
Saint-Julien-de-Lampon là một xã, nằm ở tỉnh Dordogne vùng Aquitaine của Pháp. Xã này có diện tích 12,24 kilômét vuông, dân số năm 2006 là 586 người. Xã nằm ở khu vực có độ cao trung bình 80 m trên mực nước biển.

## Thông tin nhân khẩu
| Năm    | 1962 | 1968 | 1975 | 1982 | 1990 | 1999 | 2006 |
| ------ | ---- | ---- | ---- | ---- | ---- | ---- | ---- |
| Dân số | 538  | 516  | 522  | 552  | 586  | 576  | 586  |